# Fellingsbro landskommun
Fellingsbro landskommun var en tidigare kommun i Örebro län i Västmanland. 

## Administrativ historik
Kommunen inrättades i Fellingsbro socken i Fellingsbro härad när 1862 års kommunalförordningar trädde i kraft den 1 januari 1863. 
Vid kommunreformen 1952 lämnades landskommunen oförändrad. 
I kommunen inrättades 8 december 1911 Fellingsbro municipalsamhälle som sedan 31 december 1957 upplöstes.
1967 överfördes två landområden från Glanshammars landskommun till Fellingsbro: Det första med 99 invånare och omfattande en areal av 22,86 kvadratkilometer, varav 22,20 land, överfördes från Götlunda församling; Det andra med 43 invånare och omfattande en areal av 9,93 kvadratkilometer överfördes från Lillkyrka församling.
Landskommunen uppgick 1971 i Lindesbergs kommun.
Kommunkoden 1952-1961 var 1820.

### Kyrklig tillhörighet
I kyrkligt hänseende tillhörde kommunen Fellingsbro församling och sedan 1922 också Fellingsbro norra församling.

## Geografi
Fellingsbro landskommun omfattade den 1 januari 1952 en areal av 357,49 km², varav 335,36 km² land. Efter nymätningar och arealberäkningar färdiga den 1 januari 1960 omfattade landskommunen den 1 november 1960 en areal av 357,96 km², varav 342,97 km² land.

### Tätorter i kommunen 1960
| Tätort      | Folkmängd |
| ----------- | --------- |
| Fellingsbro | 1 422     |
| Rockhammar  | 405       |

Tätortsgraden i kommunen var den 1 november 1960 36,1 procent.

## Politik

### Mandatfördelning i valen 1938-1966
| 16 | 7 | 4 | 3 |

| 30 |

| 15 | 7 | 5 | 3 |

| 29 |

| 13 | 9 | 6 | 2 |

| 27 |

| 14 | 8 | 6 | 2 |

| 26 |

| 13 | 8 | 6 | 3 |

| 24 | 6 |

| 12 | 9 | 5 | 4 |

| 27 |

| 14 | 9 | 4 | 3 |

| 26 |

| 12 | 10 | 4 | 4 |

| 25 | 5 |